# Halowe Mistrzostwa Europy w Lekkoatletyce 2023 – skok o tyczce mężczyzn
Skok o tyczce mężczyzn – jedna z konkurencji technicznych rozgrywanych podczas halowych lekkoatletycznych mistrzostw Europy w hali Ataköy Arena w Stambule.
Tytułu mistrzowskiego z 2021 nie bronił Armand Duplantis.

## Terminarz
| Data    | Godzina |              |
| ------- | ------- | ------------ |
| 4 marca | 09:04   | Kwalifikacje |
| 5 marca | 19:18   | Finał        |

## Rekordy
Tabela prezentuje halowy rekord świata, rekord Europy w hali, rekord halowych mistrzostw Europy, a także najlepsze osiągnięcia w hali na świecie i w Europie w sezonie 2023 przed rozpoczęciem mistrzostw.
|                                               | Zawodnik         | Wynik | Miejsce          | Data                |
| --------------------------------------------- | ---------------- | ----- | ---------------- | ------------------- |
| Rekord świata                                 | Armand Duplantis | 6,22  | Clermont-Ferrand | 25 lutego 2023(dts) |
| Rekord Europy                                 | Armand Duplantis | 6,22  | Clermont-Ferrand | 25 lutego 2023(dts) |
| Rekord mistrzostw Europy                      | Armand Duplantis | 6,05  | Toruń            | 7 marca 2021(dts)   |
| Najlepszy wynik na świecie w 2023 roku (hala) | Armand Duplantis | 6,22  | Clermont-Ferrand | 25 lutego 2023(dts) |
| Najlepszy wynik w Europie w 2023 roku (hala)  | Armand Duplantis | 6,22  | Clermont-Ferrand | 25 lutego 2023(dts) |

## Wyniki

### Kwalifikacje
Awans: 5,75 m (Q) lub osiem najlepszych rezultatów (q).
| Poz. | Zawodnik              | Reprezentacja | 5,20 | 5,40 | 5,55 | 5,65 | 5,75 | Wynik | Uwagi     |
| ---- | --------------------- | ------------- | ---- | ---- | ---- | ---- | ---- | ----- | --------- |
| 1.   | Emanuil Karalis       | Grecja        | –    | o    | o    | o    | o    | 5,75  | Q         |
| 2.   | Torben Blech          | Niemcy        | –    | xo   | o    | o    | o    | 5,75  | Q         |
| 2.   | Ben Broeders          | Belgia        | –    | o    | o    | xo   | o    | 5,75  | Q         |
| 4.   | Claudio Stecchi       | Włochy        | –    | o    | o    | o    | xo   | 5,75  | Q         |
| 5.   | Ethan Cormont         | Francja       | –    | o    | xo   | o    | xo   | 5,75  | Q,        |
| 6.   | Sondre Guttormsen     | Norwegia      | –    | o    | –    | o    | xx-  | 5,65  | q         |
| 6.   | Pål Haugen Lillefosse | Norwegia      | –    | o    | o    | o    | xxx  | 5,65  | q         |
| 6.   | Piotr Lisek           | Polska        | –    | o    | o    | o    | xxx  | 5,65  | q         |
| 6.   | Bo Kanda Lita Baehre  | Niemcy        | –    | o    | o    | o    | xx-  | 5,65  | q, CR18.5 |
| 10.  | Thibaut Collet        | Francja       | –    | o    | xo   | o    | xxx  | 5,65  |           |
| 11.  | Ersu Şaşma            | Turcja        | –    | xxo  | o    | xxx  |      | 5,55  | SB        |
| 11.  | Menno Vloon           | Holandia      | –    | xxo  | o    | xxx  |      | 5,55  |           |
| 13.  | Dominik Alberto       | Szwajcaria    | o    | o    | xxx  |      |      | 5,55  |           |
| 14.  | Urho Kujanpää         | Finlandia     | xo   | xo   | xxx  |      |      | 5,40  |           |
| 15.  | Valentin Lavillenie   | Francja       | –    | xxo  | –    | x-   | xx   | 5,40  |           |
| 16.  | Robert Renner         | Słowenia      | xo   | xxx  |      |      |      | 5,20  |           |
| 17 ! | Gillian Ladwig        | Niemcy        | –    | xxx  |      |      |      | NH    |           |
| 18 ! | Rutger Koppelaar      | Holandia      |      |      |      |      |      | DNS   |           |

### Finał
| Poz. | Zawodnik              | Reprezentacja | 5,40 | 5,60 | 5,70 | 5,80 | 5,85 | 5,91 | Wynik | Uwagi |
| ---- | --------------------- | ------------- | ---- | ---- | ---- | ---- | ---- | ---- | ----- | ----- |
| 01 ! | Sondre Guttormsen     | Norwegia      | o    | –    | o    | o    | xx-  | x    | 5,80  |       |
| 2.   | Emanuil Karalis       | Grecja        | o    | xo   | o    | o    | xxx  |      | 5,80  |       |
| 2.   | Piotr Lisek           | Polska        | o    | o    | x-   | o    | xxx  |      | 5,80  | SB    |
| 4.   | Torben Blech          | Niemcy        | xo   | o    | xo   | o    | xxx  |      | 5,80  |       |
| 5.   | Ethan Cormont         | Francja       | o    | o    | o    | xxx  |      |      | 5,70  |       |
| 6.   | Claudio Stecchi       | Włochy        | –    | o    | xo   | x-   | xx   |      | 5,60  |       |
| 7.   | Pål Haugen Lillefosse | Norwegia      | o    | o    | x-   | x-   | x    |      | 5,60  |       |
| 8.   | Ben Broeders          | Belgia        | o    | xxo  | –    | xxx  |      |      | 5,60  |       |
| 9.   | Bo Kanda Lita Baehre  | Niemcy        | o    | xxx  |      |      |      |      | 5,40  |       |